# Hantec
El hantec (Pronunciación checa: [ˈɦan.tɛts]) es un dialecto hablado únicamente en el área de Brno (Brünn en alemán), en la actual República Checa durante el siglo XIX y comienzos del siglo XX, cuando estos territorios de Moravia pertenecían al Imperio austrohúngaro y posteriormente a Checoslovaquia. El desarrollo de este lenguaje coloquial surgió de la mezcla de la lengua checa, la lengua alemana y el yidis, hablado por la minoría judía residente de la ciudad. En aquella época, la población de Brno era predominantemente germanoparlante (63% en 1900).
Aunque no responde a ningún sociolecto específico, en un comienzo era hablado por las clases sociales más bajas de Brno. Hoy el hantec existe en su forma original solamente entre algunas personas ancianas, no obstante, muchas palabras y expresiones lingüísticas han sido influenciadas de este dialecto en el checo hablado en Brno y alrededores en la Región de Moravia Meridional. 

## Ejemplos
| Hantec  | Checo estándar | Origen de la palabra                               | Español |
| ------- | -------------- | -------------------------------------------------- | ------- |
| zoncna  | slunce         | Del alemán Sonne                                   | Sol     |
| šalina  | tramvaj        | del alemán "elektrische Linie" - "línea eléctrica" | Tranvía |
| augle   | oči            | del alemán Augen                                   | Ojos    |
| šlofnót | spát           | del alemán schlafen                                | Dormir  |
| ksicht  | obličej        | del alemán Gesicht                                 | Cara    |
| erteple | brambor        | del alemán austriaco Erdapfel                      | Papa    |
| love    | peníze         | del romaní love                                    | Dinero  |
| hercna  | srdce          | del alemán Herz                                    | Corazón |